# スコーピオン・キング (映画)
『スコーピオン・キング』（The Scorpion King）は、2002年に公開されたアメリカ映画である。『ハムナプトラ2/黄金のピラミッド』に登場した敵役スコーピオン・キングを主人公に据えたスピンオフ作品である。

## ストーリー
紀元前3000年頃の古代エジプト。戦士メムノーンは、強力な軍隊と預言者カサンドラの予言の力を駆使して他民族を征服し、拡張した支配地に恐怖政治を敷いていた。服従を拒否する民族の長たちは、後に“スコーピオン・キング”と呼ばれる暗殺部族の末裔マサイアスを雇う。マサイアスは、メムノーンとカサンドラを暗殺しようと彼らの宮殿に忍び込むが、暗殺には失敗する。しかし、カサンドラを人質にとって脱出し、砂漠を横断する。
ヌビア人の王バルザザールの協力を得たマサイアスは、同じくメムノーンへの反抗を企てる各地の部族を糾合し、一大勢力を率いてメムノーンに挑む。人質であったカサンドラも次第にマサイアスに惹かれるようになり、2人は愛し合うようになる。しかし、カサンドラはマサイアスがメムノーンとの一騎討ちの果てに死ぬ未来を見る。
一族の誇りを持ったマサイアスはその預言を教えられても戦うことを止めず、反乱軍を率いてゴモラの宮殿に乗り込む。魔術によって強大な力を手にしたメムノーンと一騎討ちの末、マサイアスは預言を破り、メムノーンを倒す。そして、マサイアスはメムノーンに代わる新たな王として民衆に支持されるのだった。

## 登場人物
マサイアス（スコーピオン・キング）
演 - ザ・ロック
暗殺部族の末裔。メムノーンの打倒を志す。体術に長け、様々な武器を扱える武芸者。
メムノーン
演 - スティーヴン・ブランド
戦士。冷酷な性格。カサンドラの預言者としての力を用いて多くの部族を征服している。
カサンドラ
演 - ケリー・フー
預言者。美貌の女性。皆から崇拝されている。
バルザバール
演 - マイケル・クラーク・ダンカン
ヌビア人の王。
アーピッド
演 - グラント・ヘスロヴ
馬泥棒を働いて部族に捕まっていた賞金首。マサイアスに救出され、マサイアスに付いていく。陽気な性格のお調子者。砂漠での動き方や生物に詳しい。
ゾラック
演 - ラルフ・モーラー
兵士隊長。状況判断に優れるが罠を探るために部下をいかせて犠牲にする冷酷な人物。
プリンス・タクメット
演 - ピーター・ファシネリ
キング・フェロンの息子。
フィロス
演 - バーナード・ヒル
発明家。発明が気に入られていることで助命されている。
ジェサップ
演 - ブランスコム・リッチモンド
マサイアスの兄。メムノーンに殺害される。
キング・フェロン
演 - ロジャー・リース
メムノーンに敵対する部族の長。

## キャスト
| 役名                               | 俳優                         | 日本語吹替 | 日本語吹替 |
| 役名                               | 俳優                         | ソフト版 | 日本テレビ版 |
| ---------------------------------- | ---------------------------- | --- | --- |
| マサイアス（スコーピオン・キング） | ザ・ロック                   | 小山力也 | 東地宏樹 |
| メムノーン                         | スティーヴン・ブランド       | 森田順平 | 山路和弘 |
| カサンドラ                         | ケリー・フー                 | 高山みなみ | 本田貴子 |
| バルザバール                       | マイケル・クラーク・ダンカン | 銀河万丈 | 銀河万丈 |
| アーピッド                         | グラント・ヘスロヴ           | 飛田展男 | 真殿光昭 |
| ゾラック                           | ラルフ・モーラー             | 松本大 | 菅生隆之 |
| プリンス・タクメット               | ピーター・ファシネリ         | 山野井仁 | 桐本琢也 |
| フィロス                           | バーナード・ヒル             | 佐々木敏 | 納谷六朗 |
| ジェサップ（マサイアスの兄）       | ブランスコム・リッチモンド   | 楠見尚己 | 長克巳 |
| キング・フェロン                   | ロジャー・リース             | 糸博 | 有本欽隆 |
| その他                             | N/A                          | 長嶝高士 久保田恵 朴璐美 天田益男 麻生智久 楠大典 稲田徹 重松朋 伊藤亜矢子 小池亜希子 斎藤恵理 江川大輔 斉藤次郎 | 五十嵐麗 廣田行生 手塚秀彰 水野龍司 村治学 小柳洋子 恒松あゆみ 八十川真由野 弓場沙織 浅井清己 根本圭子 中田和宏 河本邦弘 小川一樹 仁科洋平 |
|                                    |                              | | |
| 演出                               |                              | 岩浪美和 | 向山宏志 |
| 翻訳                               |                              | 税田春介 | 税田春介 |
| 調整                               |                              | | 長井利親 |
| 効果                               |                              | | リレーション |
| 編集・録音                         |                              | | ブロードメディア・スタジオ |
| 制作                               |                              | ACクリエイト | ブロードメディア・スタジオ |

- 日本テレビ版：初回放送2006年4月14日『金曜ロードショー』 21:00-22:54 ※本編ノーカット

## 地上波放送履歴
| 回数  | テレビ局   | 番組名             | 放送日        | 吹替版       |
| ----- | ---------- | ------------------ | ------------- | ------------ |
| 初回  | 日本テレビ | 金曜ロードショー   | 2006年4月14日 | 日本テレビ版 |
| 2回目 | テレビ朝日 | 日曜洋画劇場       | 2007年7月15日 | 日本テレビ版 |
| 3回目 | テレビ東京 | 木曜洋画劇場       | 2008年6月26日 | 日本テレビ版 |
| 4回目 | テレビ東京 | 午後のロードショー | 2009年1月13日 | 日本テレビ版 |
| 5回目 | TBS        | 水曜プレミアシネマ | 2012年7月4日  | 日本テレビ版 |
| 6回目 | テレビ東京 | 午後のロードショー | 2017年3月2日  | 日本テレビ版 |
| 7回目 | テレビ東京 | 午後のロードショー | 2020年1月7日  | 日本テレビ版 |

## スタッフ
- 監督：チャック・ラッセル
- 製作：ショーン・ダニエル、ジェームズ・ジャックス、ケヴィン・ミッシャー、スティーヴン・ソマーズ
- 製作総指揮：ビンス・マクマホン
- 原案：ジョナサン・ヘイルズ、スティーヴン・ソマーズ
- 脚本：デヴィッド・ヘイター、ウィリアム・オズボーン、スティーヴン・ソマーズ
- 撮影：ジョン・R・レオネッティ
- 音楽：ジョン・デブニー

## 評価
Rotten Tomatoesには134件のレビューが寄せられ、支持率41%となっている。Metacriticでは30件の批評をに基づき、45/100のスコアとなっている。ロジャー・イーバートは四つ星満点中三ツ星を与えたが、ジェームズ・ベラーディネリは四つ星満点中二つ星を与え、「この種のアクション・アドベンチャー映画を作ることは可能ですが、『スコーピオン・キング』はそうではありませんでした」と批評している。バラエティ誌のデニス・ハーヴェイは、「CGIの多様ではなく、敏捷性のあるスタントで興奮させる」と批評した。ジ・オニオンのネイサン・ラビンは、「すぐに消費され、楽しめ、そして忘れられるサマー映画」と批評している。エンターテインメント・ウィークリーのオーウェン・グレイバーマンは「C+」評価を与えている。ニューヨーク・ポストのジョナサン・フォアマンは、「壮大さ、相対的な独創性、心からの血の渇き。『コナン・ザ・グレート』のような面白い要素は、『スコーピオン・キング』には一つもない」と酷評した。